# Casa Jaume Estrada
La Casa Jaume Estrada és un edifici situat al carrer de Sants, 54, i el de Salou, 1-3, al barri de Sants de Barcelona, catalogat com a bé cultural d'interès local.

## Història
Va ser projectada el 1907 per l'arquitecte Modest Feu i Estrada per a Jaume Estrada, i acabada el 1908.

## Descripció
Consta de planta baixa, quatre pisos i terrat. L'angle de la cantonada es resol amb un cos arrodonit, com si fos una torre adossada.
La façana principal és la que dona al carrer de Sants. A la planta baixa s'obre el portal d'accés als habitatges d'arc de mig punt; està flanquejada per dos columnetes amb capitell floral que aguanten una arquivolta i està resseguit per elements vegetals. La clau de volta està sobredimensionada i té a l'interior les inicials JE. Al costat hi ha l'aparador d'una botiga que té forma d'arc rebaixat amb una columna de ferro fos al centre. Al primer pis tres portes allindades s'obren a un balcó corregut de ferro forjat. Aquest balcó està aguantat per grans mènsules unides per voltes de canó; als extrems les mènsules són substituïdes per alts relleus d'animals. Les obertures estan flanquejades per columnetes amb capitells florals. Al segon pis s'obren, seguint els mateix eix que les obertures del primer pis, tres portes d'arc rebaixat emmarcades per carreus. Aquests portes donen a balcons individuals de ferro forjat amb la llosana per mènsules amb motius florals. El tercer pis és similar a l'anterior però aquí les portes són d'arc de mig punt i els balcons tornen a estar aguantats per mènsules unides amb voltes de canó. Al tercer pis les tres portes d'arc de mig punt s'obren a balcons semicirculars amb baranes de ferro forjat abombades. La llosana està decorada amb un seguit de pedres semicirculars que van disminuint de mida i la darrera està decorada amb flors. Entre les obertures hi ha parells de columnes amb capitells florals que reposen sobre grans mènsules i aguanten un balconet de pedra decorats amb flors i fulles d'acant. Cada parella de columnes emmarca un mosaic on es representen dones a la natura. El coronament és de grans merlets de formes corbades resseguits per una motllura de gran volada i amb l'interior decorat amb tres obertures allargades cegues i una més a sobre, al centre; d'aquesta manera es crea un joc de llums i ombres.
El cos que fa la cantonada té a la planta baixa una gran obertura d'arc pla que segueix la forma arrodonida del mur; dues columnes de ferro fos aguanten aquest arc que dona pas a l'aparador d'una botiga. Al primer pis hi ha una gran tribuna amb la llosana aguantada per dues grans mènsules i voltes. Seguint l'eix de les mènsules hi ha un escut decorat amb una flor i, a continuació, una columna que aguanta la part superior de la tribuna. La columna, de fus rodó, està decorada amb elements vegetals i un relleu helicoidal d'una branca la ressegueix. El capitell s'ha substituït per un medalló amb un cap de dona envoltat de motius vegetals. La tribuna té una barana de ferro forjat i la part superior està decorada amb vitralls. Els pisos superiors són similars als de la façana principal.
La façana del carrer de Salou és de línies més senzilles que la principal. Al centre de la façana sobresurt un cos, a mode de matacà, que ocupa tres pisos i acaba en una terrassa al pis superior. Les obertures que s'obren a la banda més propera de la cantonada fan grups de tres, la central més ample que les laterals, i combinen les llindes, els arcs rebaixats i els de mig punt. A l'altre banda del matacà les obertures són individuals, excepte les del centre que són geminades. S'obren alguns balcons sense gaire voladís i amb la barana de ferro forjat. En el coronament es repeteix el motiu dels merlets corbats però aquí estan més separats entre ells i una cornisa recorre l'espai que els separa.